# Karl Theodor Menke
Karl Theodor Menke (Brema, 13 settembre 1791 – Bad Pyrmont, 1861) è stato un naturalista tedesco, malacologo e balneologista noto soprattutto per i suoi studi sulle chiocciole.
Menke studiò medicina presso l'Università Georg-August di Gottinga, ottenendo la Promotion nel 1814, e ha lavorato come medico presso le terme di Bad Pyrmont. Nel 1831 fu eletto membro dell'Accademia Cesarea Leopoldina. Nel 1844 fondò la rivista Zeitschrift für Malakozoologie (dal 1854 intitolata Malakozoologische Blätter). Con Ludwig Karl Georg Pfeiffer (1805-1877), è stato direttore della rivista.
Durante la sua vita, Menke accumulò una vasta collezione di gusci di lumaca, che furono acquistati dal commerciante M. J. Landauer di Francoforte sul Meno dopo la sua morte.
Le specie di lumaca di mare Cerithium menkei e Natica menkeana prendono il nome in onore di Menke.